# Mexalictus polybioides
Mexalictus polybioides là một loài Hymenoptera trong họ Halictidae. Loài này được Packer mô tả khoa học năm 1993.